# Stanisław Cikowski
Stanisław Cikowski (* 14. Februar 1899 in Gmina Czarny Dunajec; † 2. Dezember 1959 in Krakau) war ein polnischer Fußballspieler und Mediziner.

## Jugend und Bildung
Stanisław Cikowski wurde am 14. Februar 1899 als Sohn des Finanzbeamten Ferdinand Cikowski und seiner Frau Florentyna geb. Suwada geboren. Von 1905 bis 1907 besuchte er die Grundschule und wechselte anschließend aufs König-Jan-III-Sobieski-Gymnasium in Krakau, welches er 1917 mit der Hochschulreife verließ. Daraufhin studierte er an der Jagiellonen-Universität Medizin und erlangte im Jahr 1925 den Doktor der Medizin. Während seines Studiums meldete er sich 1919 freiwillig zu den polnischen Streitkräften, er diente als Wachposten im Krakauer Akademikerbataillon und als Unteroffizier des Sanitätsdienstes. In den Jahren von 1920 bis 1921 diente er als Adjutant des Garnisonsbezirkskommandos in Krakau und wurde schließlich im Juni 1921 Unterleutnant der Reserve.

## Fußball

### Verein
Auf Vereinsebene spielte Cikowski ausschließlich beim KS Cracovia. Im Jahr 1921 konnte er mit dem Verein die Meisterschaft erringen und 1922 die Vizemeisterschaft. Insgesamt war Cikowski 13 Jahre lang bei dem Verein aktiv und beendete 1925 im Alter von 26 Jahren seine aktive Laufbahn.

### Nationalmannschaft
Für Polen bestritt Cikowski insgesamt 9 Partien. Er debütierte beim allerersten Spiel in der Geschichte des polnischen Verbandes am 18. Dezember 1921 in Budapest gegen Ungarn, dieses Spiel endete mit einer 0:1-Niederlage. Des Weiteren stand er am 28. Mai 1922 beim 2:1-Erfolg über Schweden auf dem Feld, dieser Sieg war der überhaupt erste für die polnische Fußballnationalmannschaft. Mit der Nationalmannschaft reiste er zu den Olympischen Sommerspielen 1924 in Paris und bestritt hier auch sein letztes Spiel am 26. Mai 1924 gegen Ungarn (0:5-Niederlage) im Nationaldress.

## Nach der aktiven Karriere

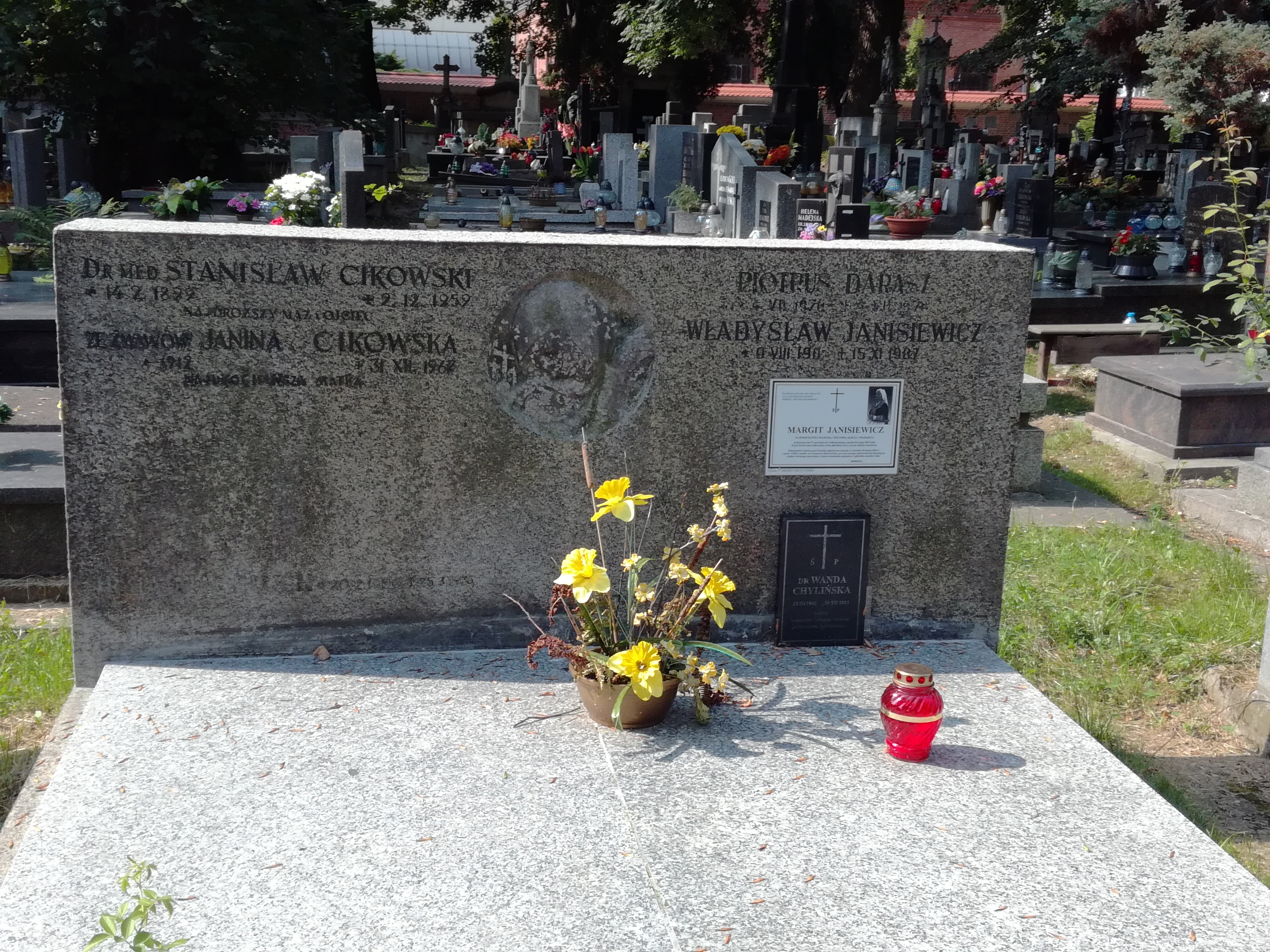
Grabmal auf dem Friedhof Rakowicki (2018)

Nach seinem Studium arbeitete er als Gynäkologe und Geburtshelfer. Im September 1939 war Cikowski Arzt im Militärkrankenhaus Nr. 1003 in Przemyśl. Nach seiner Rückkehr nach Krakau leistete er medizinischen Beistand für Fußballer, die in der Krakauer Untergrundbewegung aktiv waren. Nach Kriegsende widmete er sich der Sozialarbeit, später dem sozialen Gesundheitswesen. 1956 gehörte er zum Organisationskomitee zum 50-jährigen Bestehen des KS Cracovia. Seit 1948 war er Mitglied des städtischen Nationalrats. Am 2. Dezember 1959 starb Cikowski im Alter von 60 Jahren und wurde auf dem Friedhof Rakowicki in Krakau beigesetzt.

## Erfolge
- Polnischer Meister: 1921